# Amateurliga Bayern
La Amateurliga Bayern era uno dei due gironi del secondo livello del campionato dilettantistico bavarese di calcio. Attiva fra il 1953 ed il 1963, corrispondeva al quarto livello del sistema calcistico tedesco.
Nel 1953 la vecchia Amateurliga Bayern venne riformata e divisa in due gironi, Nord e Süd, principalmente con lo scopo di ridurre i tempi e costi di viaggio. I campioni dei due gironi si sfidavano poi per la promozione nella categoria superiore, la 2. Oberliga.
Il numero di squadre partecipanti è variato negli anni e talvolta alcuni club della Baviera centrale vennero spostati da un girone all'altro per bilanciare il loro livello di difficoltà.
In quegli anni, fino al 1963, le leghe sotto le Amateurliga erano le 2. Amateurliga, che sarebbero dovute essere sette in base al numero di distretti della Baviera; d'altra parte però alcuni di questi, come l'Alta Baviera, divisero la 2. Amateurliga in più di un girone.

## Vincitori
| Stagione | Nord             | Sud                   | Finale              |
| 1953-54  | VfL Neustadt     | SpVgg Weiden          | N/A                 |
| 1954-55  | VfB Helmbrechts  | FC Penzberg           | N/A                 |
| 1955-56  | VfB Bayreuth     | ESV Ingolstadt        | 2-1 & 0-3 & 1-0 aet |
| 1956-57  | 1. FC Bamberg    | FC Penzberg           | 3-0 & 0-2           |
| 1957-58  | 1. FC Bamberg    | FC Wacker München     | 4-0 & 2-3           |
| 1958-59  | SpVgg Bayreuth   | TSV Schwaben Augsburg | 2-0 & 0-0           |
| 1959-60  | FC Lichtenfels   | TSV Schwaben Augsburg | 3-5                 |
| 1960-61  | 1. FC Haßfurt    | TSV 1860 München II   | non disputata       |
| 1961-62  | SpVgg Büchenbach | ESV Ingolstadt        | 1-1 & 0-1           |
| 1962-63  | 1. FC Bamberg    | TSV Straubing         | 4-3 & 3-6 & 1-5     |

- Campione bavarese in grassetto